# سفيري كنودسن
سفيري كنودسن (بالنرويجية البوكمول: Sverre Knudsen)‏ هو كاتب ومترجم وشاعر نرويجي، ولد في 22 نوفمبر 1955 في أوسلو في النرويج.

## وصلات خارجية
- سفيري كنودسن على موقع IMDb (الإنجليزية)
- سفيري كنودسن على موقع ميوزك برينز (الإنجليزية)